# Salias (Alta Garona)
Salies-du-Salat (occità Saliás deth Salat) és un municipi del departament francès de l'Alta Garona, a la regió d'Occitània.